# Chorobriw (Tscherwonohrad)
Chorobriw (ukrainisch Хоробрів; russisch Хоробров Chorobrow, polnisch Chorobrów) ist ein Dorf im Norden der ukrainischen Oblast Lwiw mit etwa 642 Einwohnern.

## Geografische Lage
Die Ortschaft liegt im Norden des Rajon Tscherwonohrad nahe der polnisch-ukrainischen Grenze auf einer Höhe von 214 m, 10 km nordwestlich vom ehemaligen Rajonzentrum Sokal und 88 km nördlich vom Oblastzentrum Lwiw.
Durch das Dorf verläuft die Regionalstraße P–15 von Kowel nach Schowkwa.

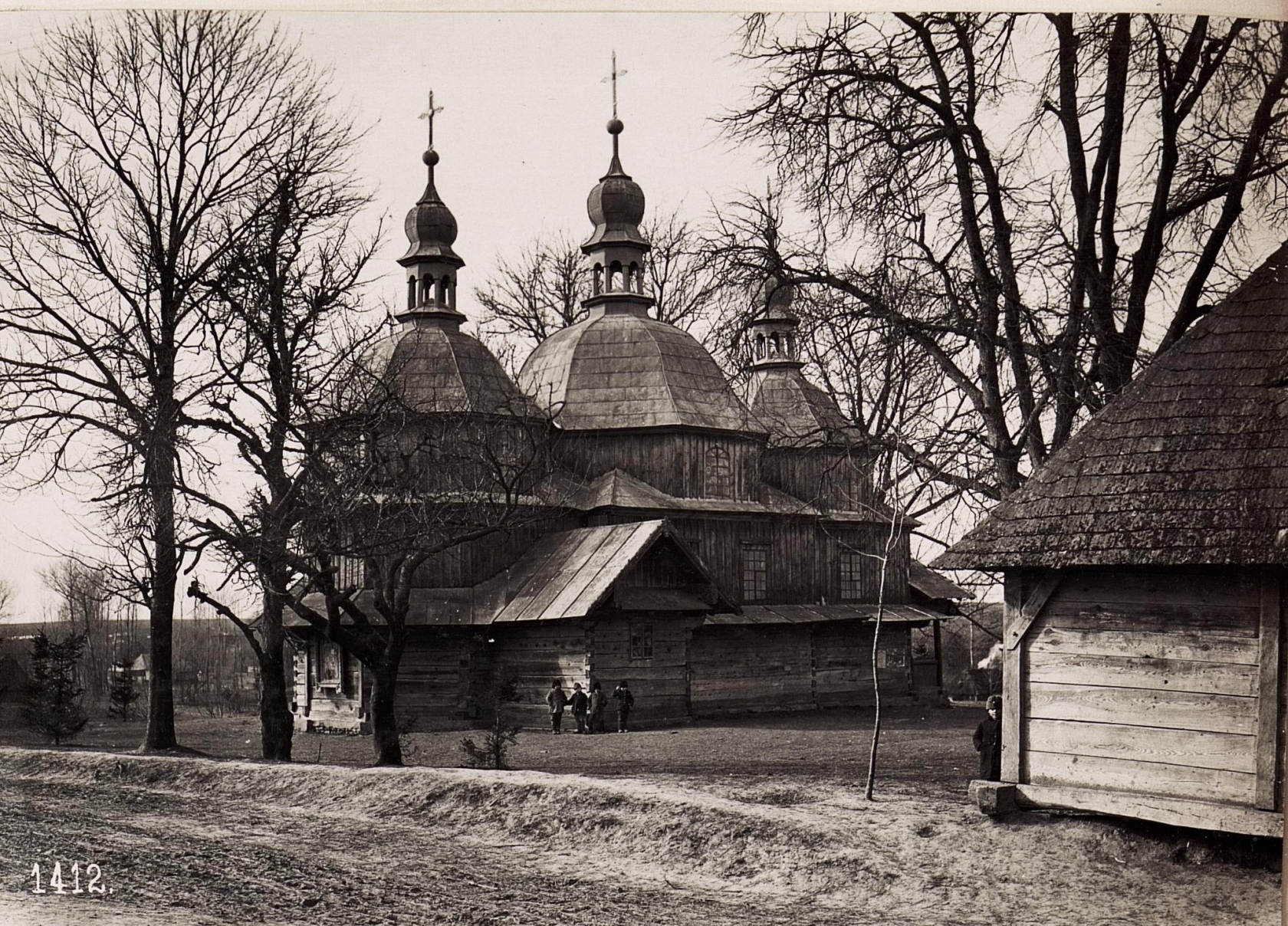
Die Kirche St. Cosmas und Damian in Chorobriw im Februar 1918

## Geschichte
Das erstmals 1453 schriftlich erwähnte Dorf lag zunächst in der Woiwodschaft Bełz der Adelsrepublik Polen und wurde in der königlichen Illustration von 1565 ausführlich beschrieben.
Zwischen 1515 und 1780 war Chorobriw eine Stadt mit Magdeburger Recht.
Nach der ersten polnischen Teilung kam das Dorf zum österreichischen Kronland Königreich Galizien und Lodomerien und nach dem Ersten Weltkrieg an die Zweite Polnische Republik, wo es in der Woiwodschaft Lwów lag.
Die nach dem Zweiten Weltkrieg zunächst in der Republik Polen gelegene Ortschaft kam 1951 beim Polnisch-Sowjetischen Gebietsaustausch an die Ukrainische SSR und erhielt den Namen Prawda (Правда), den sie bis zu Rückbenennung auf den alten Namen im Juli 1993 behielt.
Seit dem Zerfall der Sowjetunion ist das Dorf Teil der unabhängigen Ukraine.

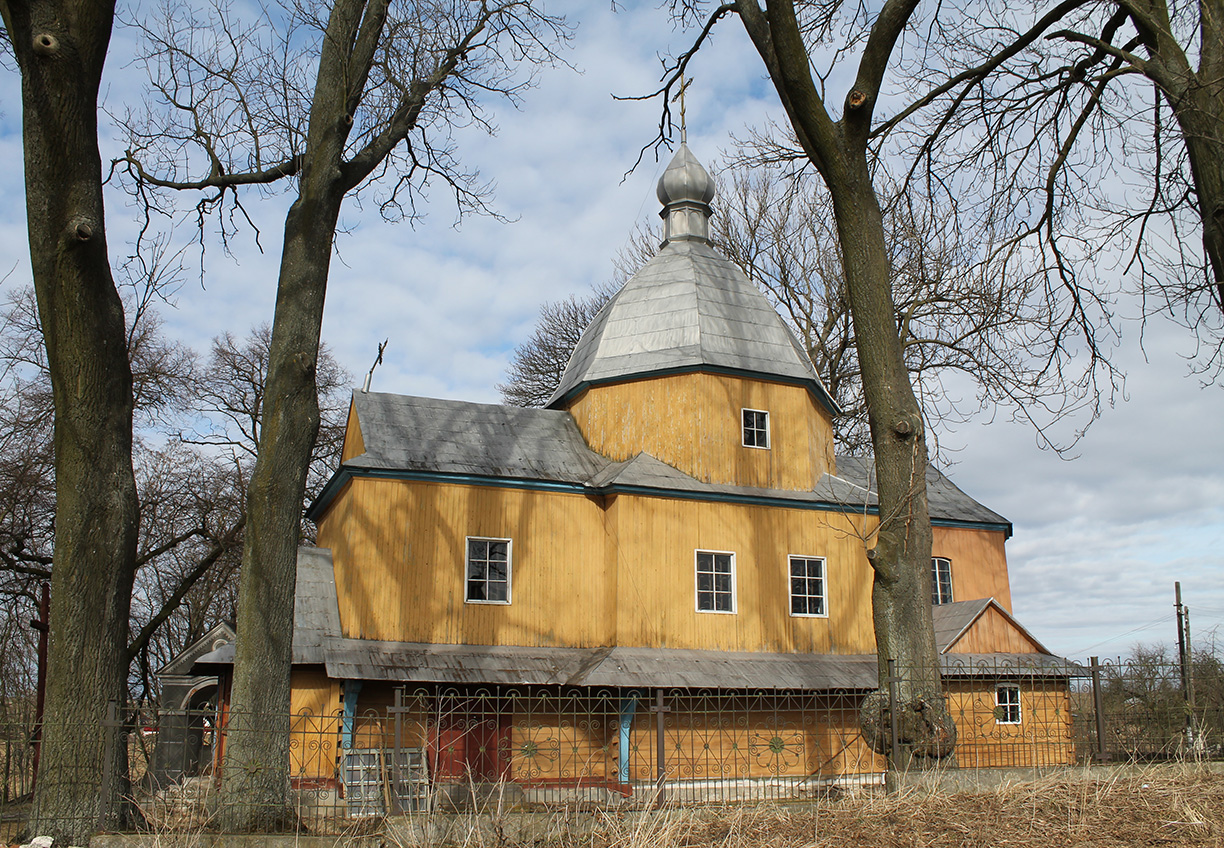
Kirche in Nynowytschi

## Gemeinde
Am 12. Juni 2020 wurde das Dorf ein Teil der neu gegründeten Stadtgemeinde Sokal im Rajon Tscherwonohrad, bis dahin war es das administrative Zentrum der gleichnamigen, 6,868 km² großen Landratsgemeinde im Rajon Sokal, zu der noch die Dörfer Nismytschi (Нісмичі, ⊙) mit etwa 170 Einwohnern,
Nynowytschi (Ниновичі, ⊙) mit etwa 110 Einwohnern und
Uhryniw (Угринів, ⊙) mit etwa 430 Einwohnern gehörten.